# Isolement social

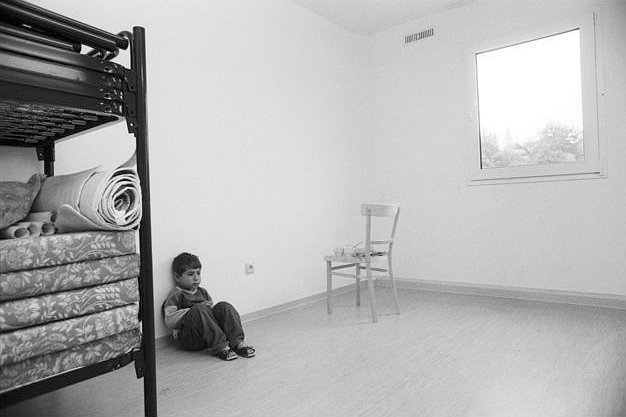
Image représentant un enfant seul dans un centre d'hébergement pour demandeurs d'asile.

L'isolement social désigne un manque d'interactions sociales en raison de divers facteurs sociaux, psychologiques et physiques ou encore d'un temps d'écran excessif. Il s'agit d'une cause importante de mortalité et d'une source de souffrances analogues aux souffrances physiques. Aussi, l’isolement social n’est pas un événement prévisible, il peut survenir à n’importe quel moment dans notre vie. L'isolement social crée un fort sentiment de solitude chez la personne atteinte. De plus, l’isolement est défini par le fait d’avoir peu de contact et des contacts de faible qualité avec les autres. En France, 5,5 millions de personnes souffrent d'isolement social selon un rapport du CESE.

## Causes probables
Cette condition peut survenir lorsqu'un individu vit de l'exclusion sociale, se sent à la marge face à l'importance accordée à la productivité dans les sociétés capitalistes,, après un deuil, parce qu'il est éloigné géographiquement, etc. Aussi, l’isolement peut se développer à cause de facteurs divers, qu'on ne peut identifier entre eux. L’isolement peut être causé par une perte physique et une perte de mobilité soudaine. Aussi, l’isolement peut être causé par des problèmes de santé mentale ou de fonctions cognitives. De plus, le fait de vivre seul et d’être dans une situation de pauvreté peut accentuer l’isolement de la personne. D’une part, sur le plan sociétal l’isolement peut être déclenché par une période de chômage, une maladie, une rupture amoureuse et des problèmes familiaux. D’une autre part, la situation socio-professionnelle et le manque d’autonomie sont les principaux facteurs de l’isolement.

## Effets
Les effets de l'isolement social incluent l'anxiété, les peurs paniques, les troubles des conduites alimentaires, les addictions, les dépendances aux substances, la violence et autres maladies généralisées[réf. nécessaire]. L'isolement social est aussi dangereux que l'obésité et deux fois plus dangereux que fumer 15 cigarettes par jour. Les dépendances légères peuvent même devenir équivalentes à des dépendances lourdes lorsqu'elles sont couplés à l'isolement social. L'isolement peut aggraver les pathologies sous-jacentes dont les pathologies évolutives dépressives, caractérielles, délirantes ou démentielles. Il est considéré comme une des maladies (mentales ou physiques) les plus dangereuses.

## Différence entre solitude et isolement
L’isolement se distingue de la solitude, par le fait qu’il est subi et non souhaité. En effet, il est perçu comme une souffrance, tandis que la solitude peut être choisie. Cependant, l’exclusion sociale peut engendrer de l’isolement.

## Les personnes cibles
Pour conclure, tout le monde peut être atteint de l’isolement social, elle peut apparaître à n’importe quel âge, mais il y a des statistiques qui démontrent une augmentation massive chez les personnes plus âgées. Une personne âgée sur quatre est touchée par l’isolement. Malheureusement, l’isolement a tendance à affecter davantage les personnes plus faibles.
La plus grande vulnérabilité des ainés proviendrait du grands nombres de changements que vivent les individus dans l'âge avancé. Les changements principaux sont liés à leurs conditions de vie, leur état de santé et leurs liens sociaux. Certains facteurs de risques sont aussi plus associés au vieil âge que les catégories d'âge précédentes. D'abord, une partie du développement identitaire chez l'adulte est en lien avec sa carrière. La retraite peut alors contraindre l'individu à se redéfinir autrement. Elle modifie aussi ses habitudes de vies et peut amener l'individu à se questionner sur la planification de ce nouvel horaire qui comporte plus de temps libre. Certains y trouvent des opportunités, d'autres se sentent moins utiles sans leur emploi. Le veuvage, l'institutionalisation,, la disparition des amis et la perte de contacts sont aussi d'autres éléments associés davantage au vieil âge qui peuvent être des facteurs de risque pour l'isolement.

## Approche médicale et psychosociale
Lorsque l'isolement est causé par une maladie physique, « le facteur de risque associé à l'isolement social est comparable à celui du tabagisme et aux autres facteurs de risques biomédicaux et psychosociaux ».
Cet isolement pourrait, dans un premier temps, être causé par des troubles anxieux et nerveux envers soi ou face aux autres individus, changeant ainsi le comportement de l'individu. La souffrance causée par l'isolement social serait comparable aux souffrances physiques, si bien que le contrôle de la douleur physique affecte favorablement cette forme de douleur et, inversement, les personnes qui sont particulièrement sensibles à la douleur seront plus sensibles à l'isolement social. S'il est prolongé, il peut également causer un cas sérieux de morbidité ou de mortalité  ; et, malgré le fait que le contact extérieur se réduit et que des modifications physiologiques s'effectuent, l'individu peut ressentir la présence de stress et d'autres risques plus ou moins nocifs pour la santé.
Bien que l'isolement social objectif puisse affecter la solitude, il est perçu que l'isolement est plus proche de la qualité que de la quantité des interactions sociales. C'est en partie à cause de la solitude, influencée par des facteurs qui n'ont rien à voir avec l'isolement objectif, incluant les gènes, l'environnement, les normes culturelles, les besoins sociaux, les handicaps physiques et les contradictions entre relations actuelles et désirées.

## Nouvelles technologies
Il est suggéré que les nouvelles technologies telles que les téléphones portables ou Internet peuvent conduire à l'isolement social[réf. nécessaire], mais aussi favoriser certains groupes qui sont socialement isolés ou moins favorisés du point de vue du capital social.
Des particuliers[Qui ?] pensent que les nouvelles technologies ont contribué à une tendance vers l'isolement social notamment en Amérique, remplaçant les forts liens sociaux en faibles relations. D'anciennes études montrent qu'Internet affecte négativement les liens sociaux ; cependant, certaines études plus récentes disent le contraire,. D'aucuns pensent que les nouvelles technologies n'ont aucune influence sur l'isolement social, et pourraient au contraire, garder les relations en contact[réf. nécessaire].